# Энергетик (футбольный клуб, Урень)
«Энергетик» — бывший российский футбольный клуб из города Урень. Основан в 1992 году Борисом Ляминым — директором предприятия «Уренские электросети» (подразделение компании «Нижновэнерго»), ранее игравшим на первенстве Горьковской области по футболу.
Провёл 11 сезонов на профессиональном уровне: в третьей лиге (1996–1997) и втором дивизионе (1998–2006, 2008) ПФЛ. В 2007 году выступал в Первенстве России среди любительских футбольных клубов (ЛФЛ, зона «Приволжье»).
Расформирован в 2008 году после того, как генеральный спонсор («Нижновэнерго») перешел в структуру сетевой компании «Центр и Приволжье»

## Достижения
- Серебряный призёр чемпионата Нижегородской области (1995)
- Серебряный призёр первенства Третьей лиги, 4 зона (1997)
- Серебряный призёр первенства ЛФЛ, зона «Приволжье» (2007)
- Лучший результат во Втором дивизионе — 4-е место, зона («Поволжье» — 1998, 1999, 2001, 2002)
- Лучший результат в Кубке России — выход 1/8 финала (2000/01), 1/16 финала (1998/99, 2002/03)